# 公社主义
公社主义（英語：communalism）指的是一种政治哲学和经济制度，主张公社所有制和高度自治的独立公社邦联。美国自由意志社会主义者默里·布克钦将其定义为“独立公社组建联邦的政府理论和政治制度”以及“公社所有制的原则和行为”。公社主义形成于20世纪早期，其倡导者常被视为“无政府主义者”、“共产主义者”和“社会主义者”。